# Jean-Louis Giasson
Jean-Louis Giasson P.M.E. (ur. 7 grudnia 1939 w L'Islet, zm. 12 lutego 2014) – kanadyjski duchowny katolicki posługujący w Hondurasie, biskup diecezjalny Yoro w latach 2005-2014.

## Życiorys
Święcenia kapłańskie otrzymał 18 grudnia 1965 w Towarzystwie Misji Zagranicznych. Po święceniach został wysłany do Hondurasu. Był m.in. rektorem niższego seminarium w Tegucigalpie, wikariuszem generalnym diecezji Choluteca oraz przełożonym honduraskiego regionu swego zgromadzenia.
19 września 2005 papież Benedykt XVI mianował go biskupem diecezjalnym Yoro. 12 grudnia 2005 z rąk kardynała Óscara Rodrígueza Maradiagi przyjął sakrę biskupią. 21 stycznia 2014 ze względu na stan zdrowia zrezygnował z zajmowanej funkcji.
Zmarł 12 lutego 2014.